# Raccoon Logic
Raccoon Logic Inc. é uma desenvolvedora de jogos eletrônicos canadense sediada em Montreal, Quebec. O estúdio foi co-fundada em agosto de 2021 por Alex Hutchinson, Reid Schneider, Yannick Simard, Erick Bilodeau e Marc-Antoine Lussier. A Raccoon Logic havia sido fundada em fevereiro de 2017 como Typhoon Studios Inc., e após ser adquirida em dezembro de 2019 pelo Google, fazendo parte da Stadia Games and Entertainment (SG&E), foi encerrada em fevereiro de 2021.
Durante um curto período de meses, os co-fundadores e líderes da Typhoon trabalharam com o Google para readquirir as propriedades do estúdio encerrado, incluindo sua sede original e os direitos de Journey to the Savage Planet, jogo lançado pelo estúdio. Foi anunciado o restabelecimento da Typhoon (agora como Raccoon Logic) em agosto de 2021, voltando a ser um estúdio independente, onde contaram com a ajuda de um financiamento inicial da Tencent.
A equipe da Raccoon Logic é composta por 75% dos funcionários da Typhoon Studios, incluindo Hutchinson, diretor de criação de Assassin's Creed III e Far Cry 4 e Schneider, vice-presidente e produtor executivo em Batman: Arkham City, Batman: Arkham Origins e Batman: Arkham Knight.

## Plano de fundo
Typhoon Studios Inc. foi formada por Alex Hutchinson, Yassine Riahi e Reid Schneider em Montreal, no Canadá, em fevereiro de 2017. Eles já haviam trabalhado para estúdios de desenvolvimento da Ubisoft, Electronic Arts e Warner Bros. Interactive Entertainment (WBIE), entre outros. De acordo com Schneider, a equipe fundadora foi propositalmente composta por um diretor de criação, um produtor executivo e um diretor técnico, para que a empresa fizesse sentido. Ele também afirmou que a Typhoon buscava ocupar um mercado médio quase extinto de "jogos de médio porte" (como Firewatch e Hellblade: Senua's Sacrifice) entre jogos indie e jogos AAA de grande orçamento. Ele citou especificamente a falta de orçamento para criar um jogo como Call of Duty.
Hutchinson anunciou a formação da Typhoon Studios em abril de 2017. No início, a empresa recebeu financiamento da Makers Fund, uma empresa de capital de risco chinesa, embora isso não se traduzisse em um foco maior no mercado de videogame asiático. A primeira contratação da Typhoon Studios foi o diretor de arte Erick Bilodeau, que havia trabalhado com os fundadores da WBIE. O primeiro escritório da Typhoon foi estabelecido em um estúdio de captura de movimento para o qual a empresa não precisava pagar aluguel, equipado com mesas IKEA e móveis usados da Craigslist. Depois de ocupar outro escritório temporário em um porão, o estúdio recebeu financiamento suficiente para se mudar para seu primeiro escritório adequado.
Em setembro de 2018, a Typhoon Studios assinou uma parceria de longo prazo com a 505 Games, onde essa última iria publicar o jogo de estreia da Typhoon. Nessa época, o estúdio tinha 20 funcionários, que aumentaram para 25 em dezembro. Durante o The Game Awards em dezembro de 2018, a empresa anunciou seu jogo de estreia como Journey to the Savage Planet.

### Aquisição pelo Google e fechamento

Logotipo da Typhoon Studios

Em 19 de dezembro de 2019, o Google adquiriu o Typhoon Studios e o colocou sob a Stadia Games and Entertainment (SG&E), a divisão que desenvolve jogos exclusivamente para o Stadia, um serviço de jogos em nuvem do Google. A Typhoon foi integrado e posteriormente fundida ao estúdio existente da SG&E em Montreal, chefiado por Sébastien Puel, e com isso, a Typhoon foi rebatizada para Stadia Games and Entertainment Montreal (SG&E Montreal). Logo após a aquisição pelo Google, um dos co-fundadores da Typhoon, Yassine Riahi, deixou a empresa. Jade Raymond, chefe da SG&E, afirmou que a compra foi conduzida pela experiência da equipe da Typhoon Studios, citando vários jogos AAA feitos anteriormente por membros do estúdio. Journey to the Savage Planet, o  não fazia parte da aquisição. O jogo foi lançado para Microsoft Windows, PlayStation 4 e Xbox One em 28 de janeiro de 2020. Foi portado para Nintendo Switch em maio daquele ano e para o Stadia em fevereiro de 2021, numa nova edição exclusiva da plataforma, chamada Journey to the Savage Planet: Employee of the Month Edition.
Em 1 de fevereiro de 2021, o Google anunciou o fechamento da toda a divisão Stadia Games and Entertainment e de seus estúdios, incluindo a saída de toda a antiga equipe da Typhoon Studios da empresa. O anúncio foi feito após decisões terem sido tomadas sobre as prioridades do Stadia para o desenvolvimento e lançamento de jogos. Phil Harrison, até então vice-presidente do Stadia, afirmou que a decisão se concentraria em tornar o serviço mais acessível como uma plataforma de publicação para desenvolvedores terceirizados, afirmando "Acreditamos que este é o melhor caminho para transformar o Stadia em um negócio sustentável de longo prazo que ajuda a expandir a indústria."
Relatórios da Bloomberg News e Wired, baseados em informações daqueles que trabalharam no Stadia, disseram que o conceito de desenvolvimento de jogos dentro do Google era algo incomum em contraste com a construção da tecnologia para operar o Stadia, e nunca teve o apoio total da empresa. Além disso, sob a liderança de Harrison, o Google gastou milhões de dólares para obter títulos importantes no serviço, como Red Dead Redemption 2, bem como atrair Jade Raymond para desenvolver conteúdo exclusivo para o Google. Apesar do investimento no lançamento, o Stadia não conseguiu atingir a meta de usuários ou receitas por diferenças significativas, o que contribuiu para a decisão do Google de fechar os estúdios.
Os fundadores da Typhoon Studios concordaram que o Google não tinha o apoio financeiro ou corporativo para trazer o "nível de investimento necessário para atingir a escala" esperado para o desenvolvimento de jogos de ponta, com o Google vendo essa área como um risco muito grande. O portal Video Games Chronicles também relatou que vários jogos planejados para o serviço foram cancelados antes do fechamento da SG&E Montreal. Isso incluiu uma sequência de Journey to the Savage Planet da Typhoon Studios.

## História
Os ex-membros da Typhoon - incluindo Hutchinson, Schneider, Erick Bilodeau, Yannick Simard e Marc-Antoine Lussier - fundaram a Raccoon Logic como um novo estúdio de desenvolvimento em agosto de 2021 com financiamento inicial da Tencent. Eles negociaram com o Google para manter o controle da propriedade intelectual de Journey to the Savage Plant, incluindo o trabalho em sua sequência planejada que estava em desenvolvimento antes do fechamento da Typhoon. No restabelecimento da empresa, agora como Raccoon Logic, foi especificado que o estúdio planeja permanecer independente por "pelo menos alguns anos", também citando animosidade com o modelo de aquisições de estúdios pela Microsoft para seu Xbox Game Studios, elogiando a conduta da empresa em dar liberdade criativa total as suas subsidiárias.
Cerca de 75% de funcionários da Typhoon estão presentes na Raccoon Logic durante sua fundação, sendo o total de 20 funcionários.